# خوفري ماتيو غونزاليس
خوفري ماتيو غونزاليس (بالإسبانية: Jofre Mateu) (24 يناير 1980 في إسبانيا - ) هو لاعب كرة قدم إسباني في مركز الوسط. شارك مع منتخب إسبانيا تحت 18 سنة لكرة القدم ومنتخب كاتالونيا لكرة القدم. أما مع النوادي، فقد لعب مع إسبانيول ورايو فايكانو وريال بلد الوليد وريال مايوركا ب وريال مايوركا وريال مورسيا ونادي برشلونة ب ونادي برشلونة ج ونادي برشلونة ونادي جيرونا ونادي ليفانتي وأتلتيكو كلكتا ونادي جوا.

## روابط خارجية
- خوفري ماتيو غونزاليس على موقع قاعدة بيانات كرة القدم.إي يو (الإنجليزية)
- خوفري ماتيو غونزاليس على موقع Soccerway.com (الإنجليزية)
- خوفري ماتيو غونزاليس على موقع عالم كرة القدم.نت (الإنجليزية)
- خوفري ماتيو غونزاليس على موقع AS.com (الإسبانية)